# Hexacentrinae
Hexacentrinae es una subfamilia de insectos ortópteros de la familia Tettigoniidae. 

## Géneros
Según Orthoptera Species File (28 mars 2010):
- Acanthoraculus Braun & Morris, 2009
- Aerotegmina Hemp, 2001
- Alison Rentz, 2001
- Ecuaneduba Gorochov, 2006
- Euhexacentrus Hebard, 1922
- Glenophisis Karny, 1926
- Hexacentrus Serville, 1831
- Parahexacentrus Karny, 1912
- Parateuthras Bolívar, 1905
- Philippicentrus Willemse, 1961
- Teuthroides Bolívar, 1905